# Неорганические азиды
Неоргани́ческие ази́ды — соли азотистоводородной кислоты HN3 либо соединения неионной природы, содержащие псевдогалогенную азидную группу –N=N+=N−.
Наиболее изучены азиды металлов, среди них известны как простые азиды Mn+(N3−)n, так и двойные (например, K2Cd(N3)4) и смешанные (например, Zn(N3)Cl) азиды. Известны также азиды псевдогалогенной природы — как собственно псевдогалогены фтор-, хлор-, бром- и иодазиды Hal–N3, так и аналоги галогенангидридов кислот (например, карбонилдиазид CO(N3)2 и азидокарбондисульфид (SCSN3)2).

## Получение
Азиды металлов можно получить по реакции оксида азота (I) или нитрата с амидом щелочного металла.:
{\displaystyle {\mathsf {N_{2}O+NaNH_{2}\rightarrow NaN_{3}+H_{2}O}}}
{\displaystyle {\mathsf {NaNO_{3}+3NaNH_{2}\rightarrow NaN_{3}+3NaOH+NH_{3}}}}
Азид калия можно получить по реакции бутилнитрита с гидразингидратом в спиртовом растворе гидроксида калия:
{\displaystyle {\mathsf {C_{4}H_{9}ONO+N_{2}H_{4}\cdot H_{2}O+KOH\rightarrow KN_{3}+C_{4}H_{9}OH+3H_{2}O}}}
N3Cl образуется при добавлении уксусной кислоты к смеси растворов азида и гипохлорита натрия. Для получения азидов других галогенов используют реакцию между азидом серебра и бромом или йодом на холоде:
{\displaystyle {\mathsf {AgN_{3}+X_{2}\rightarrow AgX\downarrow +N_{3}X(X=Br,Cl)}}}

## Структура и стабильность азидов
Стабильность азидов максимальна у ионных азидов щелочных и щелочноземельных металлов и падает с уменьшением степени ионности связи. Разница в стабильности ионных и ковалентных азидов объясняется различием структур азид-иона и ковалентно связанной азидной группы.
В случае азид-аниона возможны три резонансные структуры с максимальным вкладом первой структуры и эквивалентными, в силу симметрии, второй и третьей структурами; дипольный момент иона равен нулю:
{\displaystyle {\mathsf {N^{-}{\text{=}}N^{+}{\text{=}}N^{-}\rightleftarrows N\equiv N^{+}{\text{–}}N^{2-}\rightleftarrows N^{2-}{\text{–}}N^{+}\equiv N}}}
В случае ковалентных азидов такая симметрия отсутствует, из трех резонансных структур основной вклад вносит вторая, вклад третьей пренебрежимо мал из-за соседства положительных зарядов, и ковалентные азиды являются диполями:
{\displaystyle {\mathsf {X{\text{–}}N^{-}{\text{–}}N^{+}\equiv N\rightleftarrows X{\text{–}}N{\text{=}}N^{+}{\text{=}}N^{-}\rightleftarrows X{\text{–}}N^{+}\equiv N^{+}{\text{–}}N^{2-}}}}

## Азиды металлов
Неорганические азиды в основном образуют металлы с общей формулой Me(N3)n, где n — степень окисления металла. Многие азиды нестабильны, некоторые используются в качестве взрывчатых веществ (ВВ). Азид свинца применяется как инициирующее ВВ в капсюлях-детонаторах, азид натрия — в автомобильных подушках безопасности. Азиды кальция и бария используются в производстве пористой резины.
Азиды меди (I и II) обладают высокой мощностью взрыва и чувствительностью. Азиды серебра, ртути (I, II), золота обладают очень большой энергией взрыва.
Азиды щелочных металлов (кроме лития), тяжёлых металлов, кремния, серы, галогенов при нагревании разлагаются на свободный элемент и азот, что служит способом получения очень чистых щелочных металлов. Азиды щелочноземельных металлов, лития,  алюминия и бора разлагаются на нитрид элемента и азот.

## Азиды неметаллов
Среди азидов неметаллов можно назвать карбонилазид CO(N3)2, цианазид N3CN.

## Комплексные азиды
Некоторые комплексные азиды обладают очень высоким содержанием азота. Например, описаны такие комплексные азиды, как (N5)[P(N3)6], (N5)[B(N3)4].

## Применение
Азид натрия используют для получения особо чистого азота и в подушках безопасности, а азиды свинца и серебра в качестве детонаторов.

## Токсичность
Все азиды являются очень ядовитыми.